# Johannes Clajus
Johannes Clajus, ou Clay, né le 24 juin 1535 à Herzberg (Elster) et mort  le 11 avril 1592 à Bendeleben, est un pédagogue, grammairien et théologien protestant allemand.
Il est surtout connu pour la rédaction d’une des premières grammaires de la langue allemande. C'est en 1578 qu’il rédige son œuvre "Grammatica Germanicae Linguae", qui, à côté des ouvrages d'Albert Ölinger et de Laurentius Albertus, ouvre la voie à une "grammaire allemande de la langue écrite". Il semble s'être inspiré de la division de la grammaire latine en Orthographia, Prosodia, Etymologia et Syntaxis, et a fondé ses explications sur la théorie des sons et des formes.